# Вега, Даниэла
Даниэла Вега Эрнандес (англ. Daniela Vega Hernández; род. 3 июня 1989 года; Сан-Мигель, Сантьяго, Чили) — чилийская актриса и певица (меццо-сопрано). Она наиболее известна благодаря своей роли в фильме «Фантастическая женщина», удостоенном награды «Оскар». На 90-й церемонии вручения премии Оскар в 2018 году Вега стала первым транссексуальным человеком в истории, выступившим на церемонии вручения премии Оскар. В 2018 году журнал Time назвал её одной из 100 самых влиятельных людей в мире.

## Детство
Вега родилась 3 июня 1989 года в Сан-Мигеле, Сантьяго, Чили. Она была первым ребёнком Игора Алехандро Вега Иностроза (англ. Igor Alejandro Vega Inostroza) и Сандры дель Кармен Эрнандес де ла Куадра (англ. Sandra del Carmen Hernandez de la Cuadra). Вега начала учиться оперному пению у своей бабушки в возрасте восьми лет. Повзрослев, она посещала школу для мальчиков, где над ней издевались. В этом возрасте она поняла, что она трансгендерная женщина и начала переход. Её родители и младший брат Николас поддерживали её, несмотря на консервативные взгляды в Чили в то время. После того, как она сделала переход, она страдала от депрессии из-за отсутствия возможностей для неё из-за того, что она транссексуальная женщина, но родители оказали ей поддержку, и её отец подал ей идею пойти в школу красоты, а затем в театральную школу.

## Карьера

### 2011—2017: ранние роли и прорыв
Во время создания постановки пьесы Мартина де ла Парры «Женщина-бабочка» («La mujer Mariposa»), автор и режиссёр попросили Вегу, из-за её личного опыта, сотрудничать с ними на сцене, по вопросам трансгендерности. Её вклад привел к тому, что она стала звездой в возможной постановке. Эта пьеса, где у неё также была возможность петь, проходила на протяжении восьми лет в Сантьяго. В течение этого времени она участвовала в большем количестве пьес, особенно в «Мигранте» («Migrante»). Репертуар Веги был расширен для более широкой аудитории, когда она появилась в музыкальном видео знаменитой песни «Мария» Мануэля Гарсии в 2014 году. Песня и музыкальное видео были сделаны в сотрудничестве с организацией по предотвращению самоубийств среди гомосексуальных людей, чтобы помочь повысить осведомленность и предотвращать такие самоубийства. Она дебютировала на экране в 2014 году в драме под названием «Визит» («La Visita»), где она играла транс-женщину на поминках отца.
67-й Берлинский международный кинофестиваль ознаменовался выходом фильма «Фантастическая женщина», режиссёром которого является Себастьян Лелио. Фильм рассказывает историю Марины (в исполнении Веги) и Орландо (в исполнении Франциско Рейеса), пожилого мужчины, в которого она влюблена и планирует их совместное будущее. После того, как Орландо умирает, Марина вынуждена столкнуться с семьей и обществом и снова бороться, чтобы показать, кто она: фантастическая женщина. Критик Гай Лодж в своем обзоре для Variety, восхваляющем работу Веги. Её имя было упомянуто в номинации на Оскар как лучшая актриса. Она получила награду за свое выступление на Международном кинофестивале в Палм-Спрингс за лучшую женскую роль в фильме на иностранном языке. «Фантастическая женщина» получила премию «Оскар» за лучший фильм на иностранном языке, также Вега стала первым открытым транссексуалом, когда-либо выступавшим на церемонии вручения премии Оскар в 2018 году.
В 2018 году было объявлено, что Вега будет играть постоянную роль в мини-сериале Netflix «Tales of the City».

## Фильмография

### Фильмы
| Название                          | Год  | Роль          | Режиссёр                 | Комментарий                                            | Ссылки               |
| --------------------------------- | ---- | ------------- | ------------------------ | ------------------------------------------------------ | -------------------- |
| «Гость»                           | 2014 | Елена         | Маурисио Лопес Фернандес | Оригинальное название: La Visita                       | [ 28 ]               |
| «Фантастическая женщина»          | 2017 | Марина Видаль | Себастьян Лелио          | Оригинальное название: Una mujer fantástica            | [ 29 ]               |
| «Июльское воскресенье в Сантьяго» | 2017 | Памела        | Гопал и Вишну Ибарра     | Оригинальное название: Un domingo de julio en Santiago | [ 30 ] [ 31 ] [ 32 ] |

### ТВ
| Название                  | Год  | Роль          | Канал   | Комментарий        | Ссылки |
| ------------------------- | ---- | ------------- | ------- | ------------------ | ------ |
| «Tales of the City»       | 2019 | Исела (Ysela) | Netflix | Эпизодическая роль | [ 33 ] |
| «The Pack/исп. La jauría» | 2019 | Элиза Мурильо | TVN     | Снимается          | [ 34 ] |

## Награды
| Год  | Награда                                      | Номинированная работа    | Категория                                    | Результат | Ссылки |
| ---- | -------------------------------------------- | ------------------------ | -------------------------------------------- | --------- | ------ |
| 2015 | 17èmes Rencontres du Cinéma sud-américain    | «Гость»                  | Лучшая актриса                               | Победа    | [ 35 ] |
| 2017 | Film Festival Lima PUCP                      | «Фантастическая женщина» | Лучшая актриса                               | Победа    | [ 36 ] |
| 2017 | Premio iberoamericano de cine Fénix          | «Фантастическая женщина» | Лучшая актриса                               | Победа    | [ 37 ] |
| 2017 | Гаванский кинофестиваль/Havana Film Festival | «Фантастическая женщина» | Лучшая актриса                               | Победа    | [ 38 ] |
| 2018 | Palm Springs Film Festival                   | «Фантастическая женщина» | Лучшая актриса в фильме на иностранном языке | Победа    | [ 39 ] |
| 2018 | Dorian Awards                                | «Фантастическая женщина» | Лучший перформанс года — актриса             | Номинация | [ 40 ] |
| 2018 | Dorian Awards                                | Сама актриса             | Восходящая звезда                            | Номинация | [ 40 ] |
| 2018 | International Cinephile Society Awards       | «Фантастическая женщина» | Лучшая актриса                               | Номинация | [ 41 ] |
| 2018 | Caleuche Awards                              | «Фантастическая женщина» | Лучшая актриса                               | Победа    | [ 42 ] |
| 2018 | Platino Awards                               | «Фантастическая женщина» | Лучшая актриса                               | Победа    | [ 43 ] |